# Zygina salicina
Zygina salicina är en insektsart som beskrevs av Mitjaev 1975. Zygina salicina ingår i släktet Zygina och familjen dvärgstritar. Inga underarter finns listade i Catalogue of Life.